# 575
Évszázadok: 5. század – 6. század – 7. század
Évtizedek: 520-as évek – 530-as évek – 540-es évek – 550-es évek – 560-as évek – 570-es évek – 580-as évek – 590-es évek – 600-as évek – 610-es évek – 620-as évek
Évek: 570 – 571 – 572 – 573 –  574 – 575 – 576 – 577 – 578 – 579 – 580

## Események

### Bizánci Birodalom
- II. Tiberiosz császárnak sikerül ismét szövetséget kötnie az arab Gasszánida dinasztiával, miután a korábbi szövetséget III. Al-Mundir király az ellene irányuló gyilkossági összeesküvés miatt felmondta. Al-Mundir meglepetésszerűen megtámadja a rivális arab dinasztiát, a perzsabarát Lahmidákat és kifosztja fővárosukat, Hírát. A bizánciak és a perzsák három évvel meghosszabbítják a mezopotámiai frontra vonatkozó fegyverszünetet, de a Kaukázusban tovább háborúznak és a bizánciak benyomulnak a perzsák vazallusának számító Albániába.
- I. Benedictus kerül a III. Iohannes előző évi halála miatt megürült pápai trónra.[1]

### Európa
- Sigebert austrasiai frank király legyőzi fivérét, Chilpericet, Neustria királyát. A neustriai nemesség Vitry-en-Artois-ban pajzsra emelve elismerik őt királyaként, de röviddel később Chilperic felesége, Fredegund által megbízott két orgyilkos mérgezett tőrökkel meggyilkolja. Chilperic visszafoglalja a városait, elfogja és Rouenben bebörtönzi Sigebert feleségét, Brünhildát.
- Sigebert egyetlen fiát és örökösét, az 5 éves II. Childebertet Metzbe menekítik.
- Chilperic fia, Merovech Rouenbe utazik és feleségül veszi Brünhildát, hogy megerősítse örökösödési jogait. Chilperic érvénytelenítteti a házasságot (Brünhilda Merovech nagynénjének minősül a kánonjog szerint), fiát pedig kolostorba záratja.

### Ázsia
- Meghal Istemi, a Göktürk Birodalom nyugati felének kormányzója. Utóda fia, Tardu.

## Születések
- Hérakleiosz, bizánci császár
- Al-Hanszá, arab költőnő

## Halálozások
- I. Sigebert, frank király
- Istemi, türk alkirály

## Fordítás
- Ez a szócikk részben vagy egészben  a(z)   575 című angol Wikipédia-szócikk ezen változatának fordításán alapul.  Az eredeti cikk szerkesztőit annak laptörténete sorolja fel. Ez a jelzés csupán a megfogalmazás eredetét és a szerzői jogokat jelzi, nem szolgál a cikkben szereplő információk forrásmegjelöléseként.